# Raión de Kulykivka
Kulykivka (en ucraniano: Куликівський район) fue un raión o distrito de Ucrania en el óblast de Chernígov. En la reforma territorial de 2020, su territorio fue incluido en el raión de Chernígov.
Comprendía una superficie de 944 km².
La capital era el asentamiento de tipo urbano de Kulykivka.

## Demografía
Según estimación 2010 contaba con una población total de 22472 habitantes.

## Otros datos
El código KOATUU es 7422700000. El código postal 16300 y el prefijo telefónico +380 4643.